# Britanniabaai
Britanniabaai è una località costiera sudafricana situata nella municipalità distrettuale di West Coast nella provincia del Capo Occidentale.

## Geografia fisica
Il piccolo centro sorge a poca distanza della cittadina di St. Helenabaai a circa 135 chilometri a nord di Città del Capo.